# Mezinárodní vesmírná stanice
Mezinárodní vesmírná stanice (anglicky International Space Station, rusky Междунаро́дная косми́ческая ста́нция, МКС), známější pod zkratkou ISS, je trvale obydlená vesmírná stanice. První díl stanice, modul Zarja, byl vynesen na oběžnou dráhu 20. listopadu 1998. Od 2. listopadu 2000, kdy na stanici vstoupila první stálá posádka, je trvale obydlena. V současné době je posádka, která se každých 6 měsíců obměňuje, tvořena 7 členy. Stanice je umístěna na nízké oběžné dráze Země ve výšce kolem 400 km. Při průměrné rychlosti okolo 7 700 m/s (27 720 km/h) pak pravidelně obíhá Zemi s periodou cca 92 minut.
V mnoha ohledech ISS reprezentuje sloučení předchozích plánovaných nezávislých stanic, ruské stanice Mir 2 a americké Freedom. Kromě ruských a amerických modulů plánovaných pro tyto stanice je ke stanici připojen evropský laboratorní modul Columbus a japonský laboratorní modul Kibó. Kosmonauti musí mluvit anglicky a rusky.
Mezinárodní vesmírná stanice je společným projektem pěti kosmických agentur: NASA, Roskosmos, JAXA, CSA a ESA (účastní se 11 z jejích členů; Belgie, Dánsko, Francie, Německo, Itálie, Nizozemsko, Norsko, Španělsko, Švédsko, Švýcarsko a Velká Británie). Základní rozdělení je na ruský a americký segment. Do ruského segmentu patří šest obyvatelných modulů. Do amerického segmentu patří sedm obyvatelných modulů, jejichž podpůrné služby jsou rozděleny 76,6 % pro NASA, 12,8 % pro JAXA, 8,3 % pro ESA a 2,3 % pro CSA.
Brazilská kosmická agentura se účastní na základě zvláštního kontraktu s NASA. Podobně Italská kosmická agentura má oddělené smlouvy pro různé aktivity, které nedělá v rámci úloh Evropské kosmické agentury pro ISS (jejíž je Itálie také plným účastníkem).
Dopravu kosmonautů na stanici a zpět zajišťují transportní pilotované ruské kosmické lodě Sojuz a lodě Crew Dragon od americké soukromé společnosti SpaceX. V přípravě je také využívání amerických soukromých lodí Starliner. Zásobování stanice zajišťují automatické nákladní kosmické lodě – ruské Progressy, americké Cargo Dragony a Cygnusy a japonské HTV. Kosmonauty i zásoby dříve vozily na stanici i americké raketoplány Space Shuttle, zásoby pak evropské automatické lodě ATV a americké Dragony.
Původně plánovaná životnost ISS byla do roku 2016. V zimě 2013–2014 bylo zajištěno finanční krytí vládou USA do roku 2024 a v poslední den roku 2021 NASA oznámila, že vláda bude provoz stanice financovat až do roku 2030. Na přelomu ledna a února 2022 pak byl zveřejněn plán, který počítá s postupným snižováním průměrné výšky dráhy stanice a řízeným ukončením existence stanice v lednu 2031 za pomoci brzdicího manévru prostřednictvím zásobovacích lodí Progress, případně lodi Cygnus. Manévr by byl proveden tak, aby zbytky stanice, které v atmosféře neshoří, dopadly do obvyklé odlehlé oblasti v Tichém oceánu, na půli cesty mezi Novým Zélandem a Chile. NASA současně předpokládá, že ve vědeckém programu bude pokračovat ve spolupráci se soukromými subjekty, které pracují na vlastních projektech orbitálních stanic.

## Historie

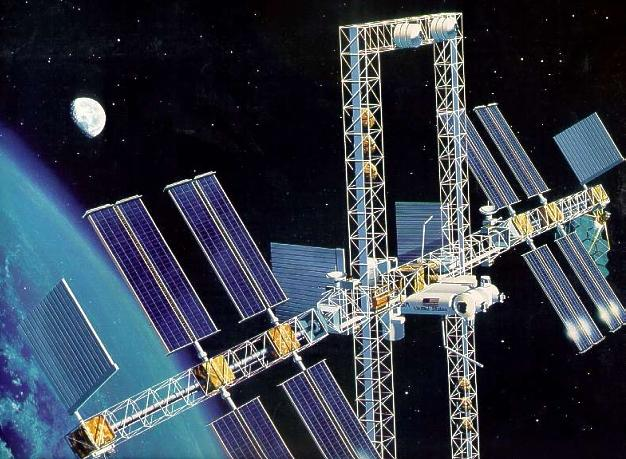
Koncepce stanice Freedom, 1986

Historie Mezinárodní vesmírné stanice se začala psát již roku 1984, kdy americký prezident Ronald Reagan vyhlásil plán stavby vesmírné stanice pojmenované Freedom. Následující roky byly ve znamení oddalování začátku výstavby a finančních potíží. Roku 1991 se k plánu výstavby připojily Kanada, Japonsko a Evropská vesmírná agentura (ESA). K nim se roku 1993 připojilo Rusko a stanice se začala nazývat Alpha. Rok 1995 lze považovat za počátek přípravy na výstavbu. V letech 1995–98 se uskutečnilo 9 zkušebních spojení s vesmírnou stanicí Mir, při kterých se trénovalo připojování a výměny posádek.
Plánovaný start prvního modulu Zarja byl zpožděn opět finančními problémy, a proto byl raději celý zaplacen americkou stranou. Dne 20. listopadu 1998 odstartovala raketa Proton se zmiňovaným modulem Zarja z Bajkonuru. Stavba ISS byla zahájena. O 16 dní později se se Zarjou setkal raketoplán Endeavour a ve svém nákladovém prostoru k ní připojil modul Unity.

Modul Zarja původně sloužil pro zajišťování telekomunikačních služeb a řízení letu. Později by měl sloužit především jako skladovací prostor a zásobník. Modul Unity slouží jako křižovatka modulů. Může k němu být připojeno až 6 dalších modulů.

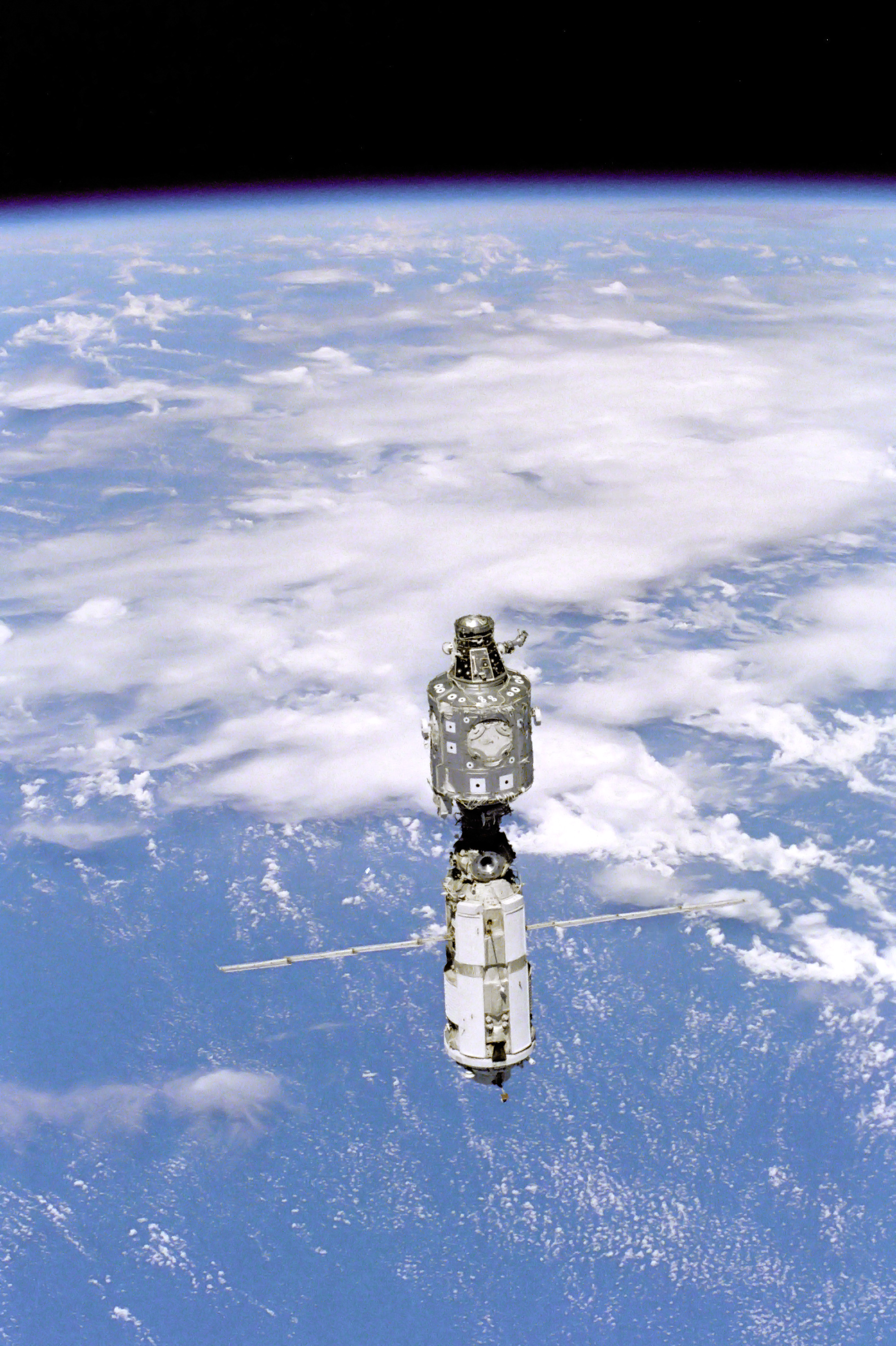
Zárodek stanice v roce 1999, moduly Unity (nahoře) a Zarja (dole)

Již vypuštěné moduly nebyly schopny udržet potřebnou dráhu a byly nutné časté korekce. Čekalo se na další plánovaný modul – ruská Zvezda. Opět finanční potíže způsobily zpoždění jejího vypuštění a tím i pokračování ve výstavbě. Modul byl vypuštěn až 12. července 2000 a připojen k modulu Zarja, aby tak tvořil základ ruské části stanice.
Tento servisní modul slouží jako obytný prostor a zajišťuje dodávky elektrického proudu, telekomunikaci s pozemními středisky a korekce dráhy.
Již 2. listopadu 2000 mohla stanici navštívit první stálá posádka. Jejím hlavním úkolem byla aktivace a zabydlení stanice. Kosmonauti dále vybalovali uložené zásoby a zařízení. Museli se také připravit na přijetí raketoplánu Atlantis s novým modulem Destiny. Tento modul byl připojen 10. února 2001 k modulu Unity.
Modul Destiny je hlavním centrem vědeckých experimentů na stanici. Kosmonauti oživili modul a dále čekali na raketoplán Discovery, který 10. března přivezl novou posádku a nákladní modul Leonardo. Raketoplán naložil modul plný odpadu a spolu s první posádkou stanice se vrátil zpět na zemi.
Další důležitou součástí je kanadský robotický manipulátor Canadarm2, který přivezl raketoplán Endeavour 16. dubna 2001. Robotický manipulátor je dlouhý 17,6 m, slouží k přemisťování lidí i nákladu podél příhradové konstrukce. Pro jemné a přesné montážní práce je možné k manipulátoru připojit robotickou nástavbu Dextre.
Po havárii raketoplánu Columbie v roce 2003 došlo k několikaletému pozastavení letů raketoplánů a výstavba stanice tak nabrala téměř 3leté zpoždění.
Po plném obnovení letů raketoplánů byly dále připojeny dvě další laboratoře. Japonský modul Kibó s venkovní plošinou a dalšími součástmi a evropský laboratorní modul Columbus.

## Stavba stanice

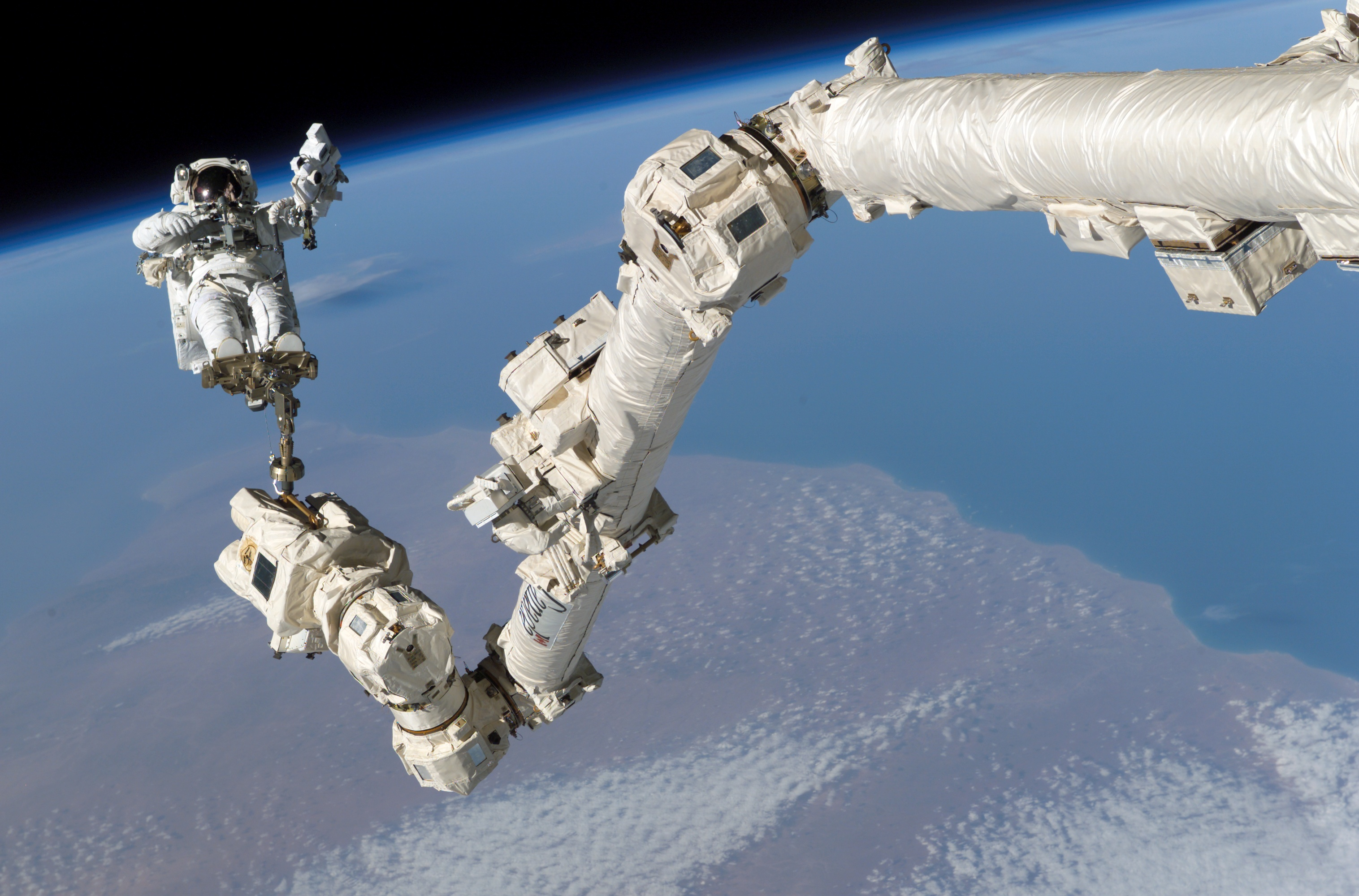
Kanadské robotické rameno (Canadarm2) se Stevem Robinsonem v průběhu letu STS-114. Pohled z vesmírné stanice

Při stavbě stanice byla ověřena nová koncepce tzv. hlavního nosníku. Koncepce je založena na více než 100 m dlouhé příhradové konstrukci tvořící kostru stanice (Integrated Truss Structure). Na obou koncích konstrukce jsou připojeny dva páry fotovoltaických panelů. K nosníku pak jsou v jeho středu připevněny vlastní hermetizované moduly a další části stanice. K usnadnění výstavby a redukci výstupů do kosmického prostoru je podél hlavního nosníku vybudován mobilní servisní systém, jehož součástí je servisní robotické rameno Canadarm2.
Po svém dokončení má ISS celkový vnitřní přetlakový objem téměř 1000 m³ a hmotnost okolo 450 tun. Pro všechny moduly je potřeba mnoho energie, která se získává z fotovoltaických článků o energetickém výkonu 110 kW. Rozpětí stanice je 108,4 metru a její délka pak 74 metrů.
Stavba stanice ISS byla naplánována na více než 40 montážních letů. Z tohoto počtu obstaraly 35 americké raketoplány. Ostatní starty s ruskými moduly Zarja, Zvezda, Pirs (již vyřazený v roce 2021), Poisk, Nauka a Pričal (připravovaný ke startu v roce 2021) jsou zabezpečovány klasickými raketami jako Proton a Sojuz.
Jako doplněk montážních letů bylo do července 2021 uskutečněno přes 120 bezpilotních zásobovacích misí. Z toho 78 letů zajistily ruské nákladní lodě Progress, 9 letů japonské nákladní lodi HTV, 5 letů evropské automatizované bezpilotní lodi ATV, 15 letů americké automatické zásobovací lodi Cygnus a 24 letů zásobovací lodi Dragon.
Postup stavby shrnuje následující tabulka.

### Aktivní moduly
| Modul | Vlastník               | Označení Letu   | Nosný prostředek                       | Datum vypuštění    | Délka (m) | Průměr (m) | Hmotnost (kg) |
| --- | ---------------------- | --------------- | -------------------------------------- | ------------------ | --------- | ---------- | ------------- |
| Zarja (Заря, funkcionalno-gruzovoj blok, FGB, функционально-грузовой блок, ФГБ) – skladový modul                    | →                      | 1A/R            | Nosná raketa Proton                    | 20. listopad 1998  | 12,6      | 4,1        | 19 323        |
| Unity (Node 1 + PMA 1,2) – propojovací modul a přechodové tunely                                                    | Spojené státy americké | 2A – STS-88     | Raketoplán Endeavour                   | 4. prosinec 1998   | 5,49      | 4,57       | 12 717        |
| Zvezda (Звезда, servisnyj modul, сервисный модуль, СМ) – servisní modul                                             | Rusko                  | 1R              | Nosná raketa Proton                    | 12. červenec 2000  | 13,1      | 4,15       | 19 050        |
| Z1 Truss – centrální příhradová konstrukce                                                                          | Spojené státy americké | 3A – STS-92     | Raketoplán Discovery                   | 11. říjen 2000     | 4,9       | 4,2        | 8 755         |
| P6 Truss – solární panel                                                                                            | Spojené státy americké | 4A – STS-97     | Raketoplán Endeavour                   | 30. listopad 2000  | 73,2      | 10,7       | 15 824        |
| Destiny – americký laboratorní modul                                                                                | Spojené státy americké | 5A – STS-98     | Raketoplán Atlantis                    | 7. únor 2001       | 8,53      | 4,27       | 14 515        |
| External Stowage Platform (ESP-1) – externí úložná paleta                                                           | Spojené státy americké | LF 1 – STS-102  | Raketoplán Discovery                   | 13. březen 2001    | 4,9       | 3,65       | 2 676         |
| Canadarm2 – mechanický manipulátor                                                                                  | Kanada                 | 6A – STS-100    | Raketoplán Endeavour                   | 19. duben 2001     | 17,6      | 0,35       | 4 899         |
| Quest Joint Airlock Module – přechodová komora                                                                      | Spojené státy americké | 7A – STS-104    | Raketoplán Atlantis                    | 12. červenec 2001  | 5,5       | 4,0        | 6 064         |
| S0 Truss – příhradová konstrukce                                                                                    | Spojené státy americké | 8A – STS-110    | Raketoplán Atlantis                    | 8. duben 2002      | 13,4      | 4,6        | 13 971        |
| Mobile Servicing System – mobilní platforma pro mechanickou ruku Canadarm2                                          | Kanada                 | UF-2 – STS-111  | Raketoplán Endeavour                   | 5. červen 2002     | 5,7       | 2,9        | 1 450         |
| S1 Truss – příhradová konstrukce                                                                                    | Spojené státy americké | 9A – STS-112    | Raketoplán Atlantis                    | 7. říjen 2002      | 13,7      | 4,61       | 14 124        |
| P1 Truss – příhradová konstrukce                                                                                    | Spojené státy americké | 11A – STS-113   | Raketoplán Endeavour                   | 24. listopad 2002  | 13,7      | 4,6        | 14 003        |
| External Stowage Platform (ESP-2) – externí úložná paleta                                                           | Spojené státy americké | LF1 – STS-114   | Raketoplán Discovery                   | 26. červenec 2005  | 4,9       | 3,65       | 2 676         |
| P3/P4 Truss – solární panel                                                                                         | Spojené státy americké | 12A – STS-115   | Raketoplán Atlantis                    | 9. září 2006       | 73,2      | 10,7       | 15 824        |
| P5 Truss – příhradová konstrukce                                                                                    | Spojené státy americké | 12A.1 – STS-116 | Raketoplán Discovery                   | 10. prosinec 2006  | 3,37      | 4,55       | 1 864         |
| S3/S4 Truss – solární panel                                                                                         | Spojené státy americké | 13A – STS-117   | Raketoplán Atlantis                    | 8. červen 2007     | 73,2      | 10,7       | 16 183        |
| S5 Truss – příhradová konstrukce                                                                                    | Spojené státy americké | 13A.1 – STS-118 | Raketoplán Endeavour                   | 9. srpen 2007      | 3,37      | 4,55       | 1 864         |
| External Stowage Platform (ESP-3) – externí úložná paleta                                                           | Spojené státy americké | 13A.1 – STS-118 | Raketoplán Endeavour                   | 9. srpen 2007      | 4,9       | 3,65       | 2 676         |
| Harmony (Node 2) + přesun P6 Truss na konec nosníku                                                                 | Spojené státy americké | 10A – STS-120   | Raketoplán Discovery                   | 23. říjen 2007     | 7,2       | 4,4        | 14 288        |
| Columbus – evropský laboratorní modul                                                                               | Evropská unie          | 1E – STS-122    | Raketoplán Atlantis                    | 7. únor 2008       | 6,87      | 4,49       | 19 300        |
| Kibó – japonský logistický modul (vybavený) – přetlaková sekce (ELM-PS)                                             | Japonsko               | 1J/A – STS-123  | Raketoplán Endeavour                   | 11. březen 2008    | 3,9       | 4,4        | 8 484         |
| Dextre – robotický manipulátor                                                                                      | Kanada                 | 1J/A – STS-123  | Raketoplán Endeavour                   | 11. březen 2008    | –         | –          | 1 550         |
| Kibó – japonský laboratorní modul (přetlakový modul JEM-PM) a robotický manipulátor                                 | Japonsko               | 1J – STS-124    | Raketoplán Discovery                   | 31. květen 2008    | 11,2      | 4,4        | 15 900        |
| S6 Truss – Solární panel                                                                                            | Spojené státy americké | 15A – STS-119   | Raketoplán Discovery                   | 15. březen 2009    | 73,2      | 10,7       | 15 900        |
| Kibó – japonská experimentální plošina – Exposed Facility (JEM EF) a Exposed Section (ELM-ES)                       | Japonsko               | 2J/A – STS-127  | Raketoplán Endeavour                   | 15. červenec 2009  | –         | –          | 4 100         |
| Poisk (Mini-Research Module 2, MRM 2) – výzkumný modul, přechodová komora, přípojné místo pro lodě Sojuz a Progress | Rusko                  | 5R              | Raketa Sojuz-U s lodí Progress M-MRM2  | 10. listopad 2009  | 4,6       | 2,6        | 4 000         |
| EXPRESS Logistics Carriers 1 & 2 – venkovní logistická plošina                                                      | Spojené státy americké | ULF3 – STS-129  | Raketoplán Atlantis                    | 16. listopad 2009  | –         | –          | 4 445         |
| Tranquillity – uzlový modul                                                                                         | →                      | 20A – STS-130   | Raketoplán Endeavour                   | 8. únor 2010       | 6,71      | 4,48       | 15–500        |
| Cupola – pozorovací kupole                                                                                          | →                      | 20A – STS-130   | Raketoplán Endeavour                   | 8. únor 2010       | 1,5       | 2,95       | 1–880         |
| Rassvet – výzkumný minimodul                                                                                        | Rusko                  | ULF4 – STS-132  | Raketoplán Atlantis                    | 14. května 2010    | –         | 2,35       | 8 015         |
| EXPRESS Logistics Carriers 3 – venkovní logistická plošina                                                          | Spojené státy americké | ULF5 – STS-133  | Raketoplán Discovery                   | 24. února 2011     | –         | –          | –             |
| PMM(Permanent Multipurpose Module) Leonardo – víceúčelový přetlakový modul                                          | Evropská unie          | ULF5 – STS-133  | Raketoplán Discovery                   | 24. února 2011     | 6,4       | 4,6        | ~4 000        |
| Alpha Magnetic Spectrometer + EXPRESS Logistics Carrier 4                                                           | Spojené státy americké | ULF6 – STS-134  | Raketoplán Endeavour                   | 16. května 2011    | –         | –          | 6 731         |
| Bigelow Expandable Activity Module                                                                                  | Spojené státy americké | SpaceX CRS-8    | Nosná raketa Falcon 9                  | 8. dubna 2016      | 4         | 3,2        | 1360          |
| Bishop – přechodová komora                                                                                          | Spojené státy americké | SpaceX CRS-21   | Nosná raketa Falcon 9                  | 6. prosince 2020   | –         | 2,014      | 1 059         |
| Nauka (Multipurpose Laboratory Module)                                                                              | Rusko                  | 3R              | Nosná raketa Proton-M                  | 21. července 2021  | 13        | 4,11       | 20 300        |
| Pričal (UM) - uzlový modul                                                                                          | Rusko                  | 6R              | Raketa Sojuz 2.1b s lodí Progress M-UM | 24. listopadu 2021 | 4,91      | 3,3        | 3 890         |

### Vyřazené moduly
| Modul | Označení Letu | Nosný prostředek | Datum připojení, datum odpojení | Délka (m) | Průměr (m) | Hmotnost (kg) |
| --- | ------------- | ---------------- | ------------------------------- | --------- | ---------- | ------------- |
| Pirs (Пирс, stykovočnyj modul, стыковочный модуль-1, СМ-1) – stykovací modul a přechodová komora, přípojné místo pro lodě Sojuz a Progress | 4R            | Raketa Sojuz U   | 17. září 2001 26. července 2021 | 4,1       | 2,6        | 3 900         |

### Zrušené moduly

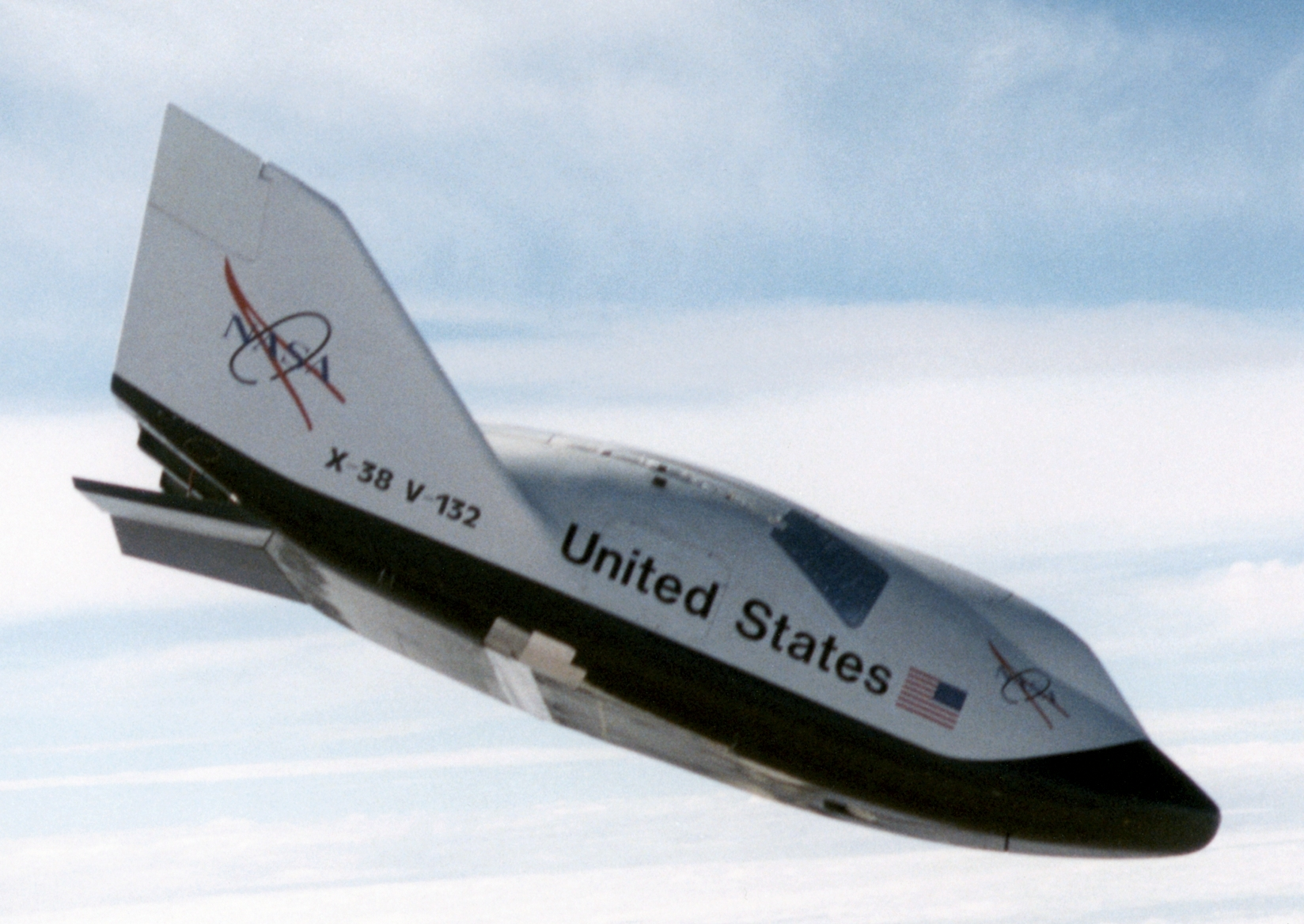
Zrušený modul Crew Return Vehicle.

Některé z plánovaných modulů nebyly nakonec realizovány, ať už z finančních důvodů, či proto, že se staly zbytečnými nebo po zkáze raketoplánu Columbia. Mezi zrušené moduly patří:

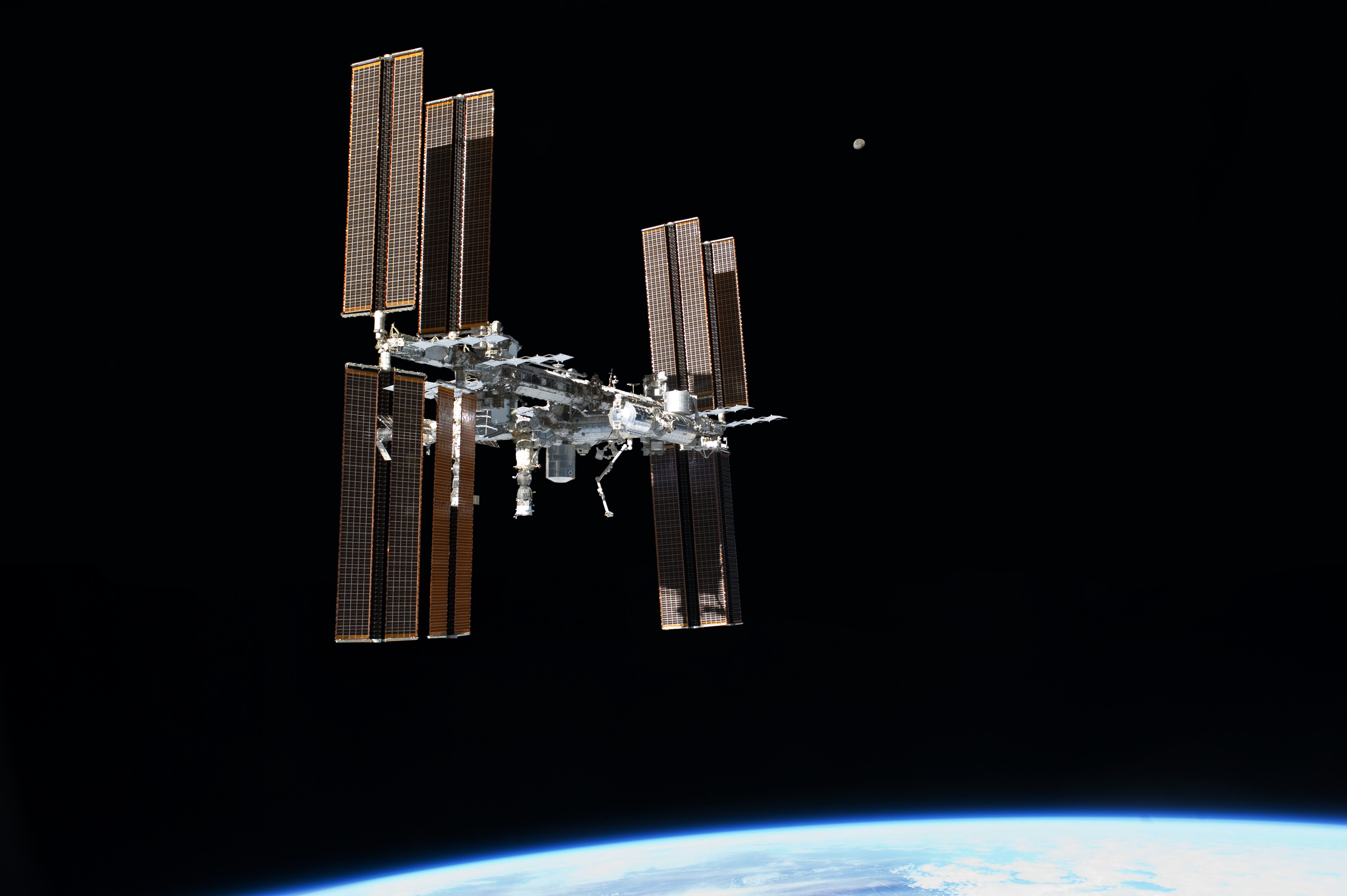
Vzhled Mezinárodní vesmírné stanice po jejím dokončení v roce 2011 vyfocen z raketoplánu Atlantis při misi STS-135.

- USA Centrifuge Accommodations Module, modul pro experimenty v různých úrovních umělé gravitace.
- USA, Habitation Module, ubytovací modul, který by rozšířil obytné prostory stanice. Nicméně testován je nafukovací modul BEAM (Bigelow Expandable Activity Module), který vynesla do kosmu 8. 4. 2016 vesmírná loď Dragon, společnosti SpaceX.
- USA, Crew Return Vehicle, miniraketoplán, který by sloužil jako záchranné plavidlo. Tuto službu nyní zajišťují kosmické lodě Sojuz a Dragony.
- USA, Interim Control Module, nouzový řídící a pohonný modul ISS, který by nahradil funkcí Zvezdu v případě selhání.
- Ruský, Universal Docking Module, univerzální spojovací modul.
- Ruské, Science Power platform, solární panely, pro napájení ruského orbitálního segmentu, nezávislé na ITS.
- Dva ruské výzkumné moduly, které byly naplánovány pro vědecký výzkum.

## Transportní systémy

### Bývalé
- kosmické raketoplány Space Shuttle – sloužily jako hlavní dopravní prostředky udržované americkou stranou. V nákladovém prostoru byly dopravovány stavební prvky stanice nebo přetlakové logistické moduly MPLM.[11] Lety raketoplánů skončily v létě 2011.
- ATV (Automated Transfer Vehicle) – Evropská zásobovací loď s vyšší nosností než ruský Progress. Celkem bylo v letech 2008 až 2014 vypraveno z kosmodromu Kourou 5 těchto lodí.[12]
- Kosmická zásobovací loď Dragon – loď vyvinutá soukromou firmou SpaceX s podporou NASA v rámci programu „Commercial Orbital Transportation Services – COTS“. První připojení ke stanici proběhlo dne 25. května 2012. Poslední mise (CRS-20) skončila 7. dubna 2020. Nahrazena lodí Dragon 2.

### Současné
- Sojuz – pilotovaná loď sloužící jako dopravní a záchranný prostředek připojený ke stanici, provozována ruskou stranou.
- Progress – automatická zásobovací loď pro pravidelnou dopravu materiálu a zásob (jídlo, voda, náhradní díly, pohonné hmoty) a k motorickým manévrům stanice, provozována ruskou stranou.
- HTV (H-II Transfer Vehicle) – japonská (JAXA) automatická zásobovací loď pro zásobování japonského segmentu stanice. První start se uskutečnil 10. září 2009, devátý a poslední let pak 20. května 2020. JAXA připravuje novou verzi lodi pod označením HTV-X, která by se měla poprvé vydat do vesmíru v únoru 2022.[13]
- Cygnus – automatická zásobovací loď vyvinutá soukromou firmou Orbital Sciences Corporation, od roku 2018 provozovaná firmou Northrop Grumman, s podporou NASA v rámci programu „Commercial Orbital Transportation Services – COTS“. První start proběhl 18. září 2013.
- Dragon 2 – pilotovaná dopravní a zásobovací loď společnosti SpaceX. Existují 2 verze – pilotovaná (Crew Dragon) a nákladní (Cargo Dragon). Poprvé vypuštěna v bezpilotní verzi 2. března 2019 na raketě Falcon – 9 z kosmodromu na Mysu Canaveral na Floridě. První, zatím pouze testovací, pilotovaný let ke stanici proběhl 30. května 2020. V modulu Crew Dragon 2 se k ISS dostali dva američtí astronauti Robert Behnken a Douglas Hurley. První operační let pod názvem SpaceX Crew-1 dopravil čtyřčlennou posádku na stanici 17. listopadu 2020. Nákladní verze Cargo Dragon se k ISS poprvé připojila 7. prosince 2020 při letu označeném SpaceX CRS-21.

### Budoucí
- Dream Chaser – autonomní miniraketoplán vyvíjený firmou Sierra Nevada Corporation, původně určen pro dopravu posádek, nakonec bude sloužit jako zásobovací loď
- CST-100 – pilotovaná dopravní kosmická loď vyvíjená firmou Boeing k zabezpečení dopravy posádek na ISS
- HTV-X - Nástupník japonské dopravní lodi HTV s přepracovaným servisním modulem a novým prostorem pro externí náklad, předpokládaný první let v roce 2025
- Orjol – pilotovaná dopravní kosmická loď vyvíjená firmou RKK Eněrgija

## Dráha a orientace stanice

Časový vývoj průměrné výšky dráhy stanice ISS

Stanice ISS je umístěna na mírně eliptické nízké oběžné dráze země ve výšce okolo 400 km. Sklon dráhy vůči rovníku je 51,6 °. Tato dráha byla zvolena pro svoji ekonomickou dostupnost z amerických i ruských kosmodromů a proto, že poskytuje možnosti pozorování většiny nejobydlenějších míst na Zemi. Vzhledem k tomu, že v těchto výškách se nacházejí nepatrné zbytky zemské atmosféry, dochází kvůli tření k pozvolnému snižování oběžné dráhy stanice. Dráha tak musí být periodicky udržována, jinak by stanice během několika měsíců vstoupila do hustých vrstev atmosféry a shořela.
Udržování oběžné dráhy je zajišťováno raketovými motory servisního modulu Zvezda, nebo častěji pomocí motorů zásobovacích lodí Progress.
Orientace stanice na oběžné dráze je určována s ohledem na optimální polohu solárních panelů směrem ke Slunci a také vhodnou pozici radiátorů chladicího systému. Musí též usnadnit manévrování připojovaných kosmických lodí.
Pro tyto účely se používají celkem tři různé orientace. První z nich je nejčastější:
- Orientace vůči Zemi s osou laboratorních modulů (X) ve směru letu a zenitovou osou (Z) směřující do středu Země.
- Orientace vůči Zemi s osou hlavního nosníku (Y) ve směru letu a zenitovou osou (Z) směřující do středu Země.
- V prostoru stálá orientace na Slunce.

Pro udržování a změny orientace jsou na stanici dva různé systémy:
- Systém gyroskopů (CMG – Control Moment Gyro) – využívá momentu masivních rotujících setrvačníků. Změnou rychlosti jejich otáčení je dosahováno otáčení stanice kolem příslušné osy X/Y/Z. Využívá pouze elektrické energie dodávané ze solárních článků a je tedy nezávislý na dodávkách ze Země
- Systém raketových korekčních trysek – využívá malé raketové motorky na kapalné pohonné látky umístěné na různých místech stanice. Je závislý na drahém doplňování paliva ze Země pomocí zásobovacích lodí Progress.[16]

## Lidé na ISS

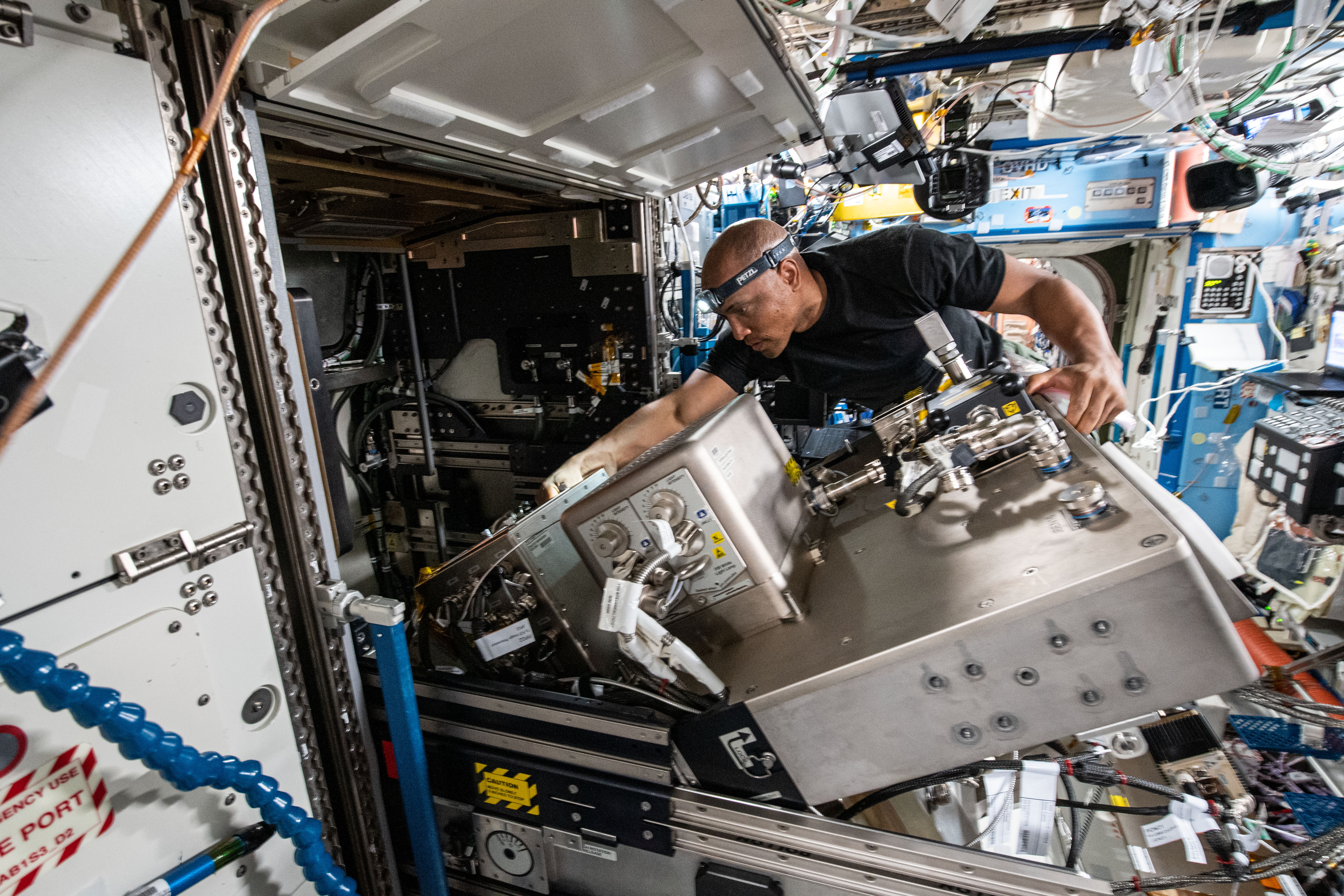
Victor Glover pracuje v modulu Destiny, březen 2021.

Stanice je trvale obydlena od 2. listopadu 2000. Několikačlenná posádka pobývá na stanici obvykle po dobu šesti měsíců. Posádka, jež je označována jako „Expedice“, bývá složena jako smíšená, přičemž každá z hlavních zemí projektu (USA a Rusko) bývá zastoupena alespoň jedním svým členem. Další členové pak jsou doplňováni buďto opět z těchto národů nebo jsou nominováni dalšími kosmickými agenturami. Vždy jeden z členů posádky je jmenován velitelem a má hlavní rozhodovací pravomoci na ISS, ostatní jsou palubní inženýři. Od roku 2002 označuje NASA kosmonauta zodpovědného za vědecký program stanice za „vědeckého pracovníka“ (Science Officer), poprvé byla takto označena – jako palubní inženýr a vědecký pracovník – Peggy Whitsonová v Expedici 5.
V prvním období osídlení ISS – Expedice 1 až 6, od listopadu 2000 do května 2003 – byla stanice obsazována tříčlennými posádkami složenými z kosmonautů USA a Ruska. První expedice přiletěla na stanici v Sojuzu TM-31, další výměny probíhaly pomocí raketoplánů.
Druhé období osídlení zahrnovalo Expedice 7 až 13 od května 2003 do července 2006. Po zkáze raketoplánu Columbia, která vyústila v pozastavení letu raketoplánů a omezení nosných a zásobovacích kapacit na ISS, byl počet členů posádek omezen na dva, vždy jeden Rus a jeden Američan. K zajištění rotace zůstaly pouze lodi Sojuz.
Třetí etapa osídlení započala v červenci 2006 v průběhu Expedice 13. Po obnovení pravidelných letů raketoplánů byl zaveden systém, při kterém byli dva členové základní posádky rotováni vždy po šesti měsících pomocí kosmických lodí Sojuz. Noví členové posádky se ve své lodi připojili k ISS. Při zhruba týdenním společném letu obou posádek docházelo k aklimatizaci a předávání stanice a experimentů. Poté stará posádka nastoupila do starší lodi Sojuz a navracela se na Zem. Byl-li v přiletivší posádce přítomen kosmonaut, který se neměl stát součástí stálé posádky (např. kosmický turista), přenesl do navracejícího se Sojuzu své anatomické křeslo, ve kterém se vracel na Zemi. Raketoplány přivážely a odvážely třetí členy základní posádky. Délka jejich pobytu závisela na frekvenci letů raketoplánů, a proto kolísala mezi šesti týdny až šesti měsíci.
V rámci příletů kosmických raketoplánů ke stanici ISS bývala na období zhruba dvou týdnů rozšířena základní posádka stanice o návštěvnickou posádku raketoplánu, která mívala až 7 členů. Na stanici pak v tomto období přebývalo až 10 kosmonautů, což umožňovalo efektivně plnit náročný harmonogram výstavby včetně kosmických výstupů. Zvětšená posádka ovšem poměrně značně zatěžovala zdroje stanice, v tomto období bylo dokonce nutné posilovat polouzavřený systém úpravy palubní atmosféry jednorázovými zdroji.
Počet členů posádky ISS je od května 2009 rozšířen na šest. Tento stav je zabezpečen zvýšením počtu trvale zakotvených lodí Sojuz na dvě.

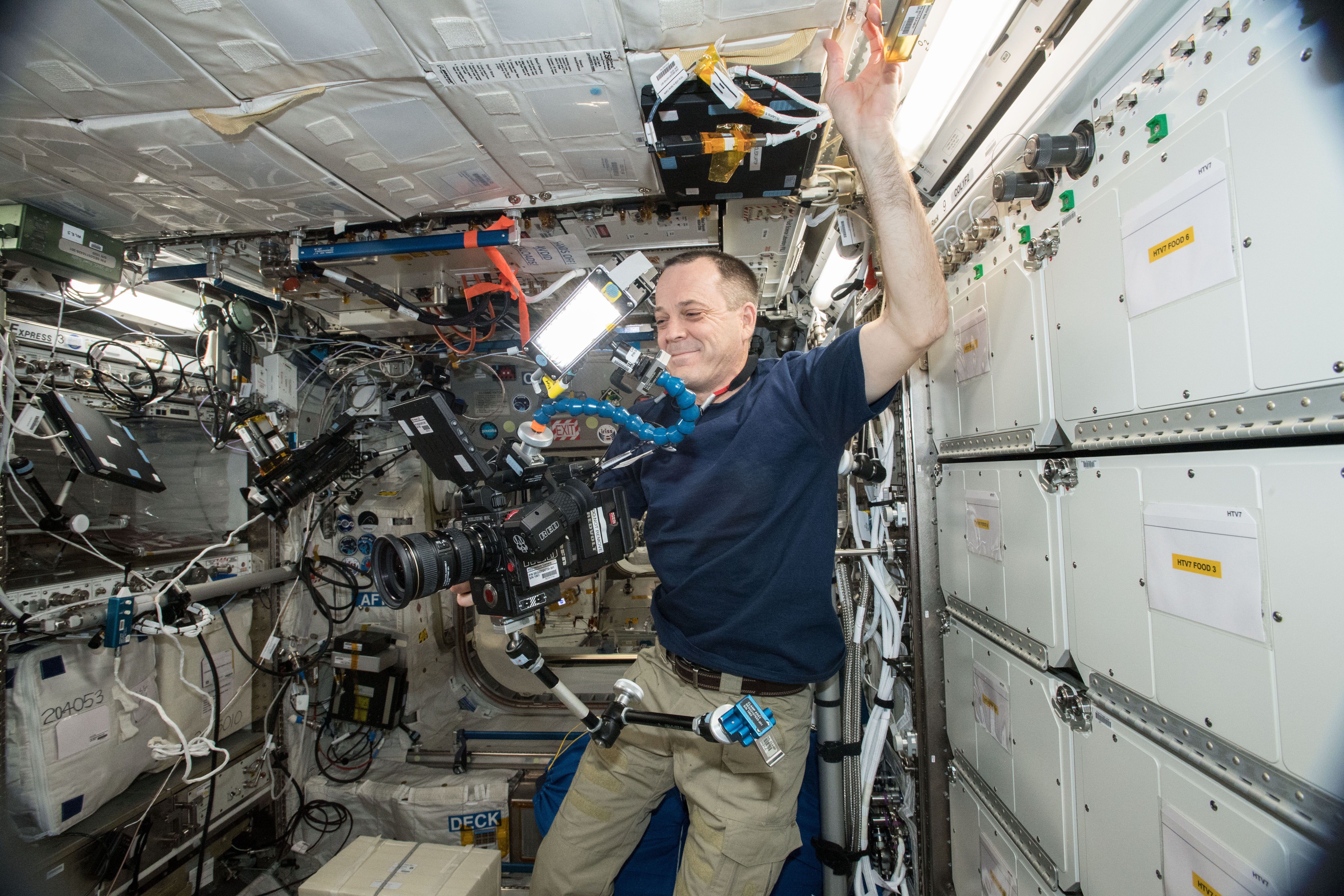
Red Digital Cinema Camera Company Mezinárodní vesmírná stanice

### Denní program
Průměrný den pro posádku začíná probuzením v 6:00 (UTC), následuje ranní toaleta, kontrola stavu stanice. Posádka posnídá, připraví se na denní práci, s řídícím střediskem upřesní denní program a po 8:00 začne s prací. Následuje cvičení, opět práce do 13:00, kdy začíná hodinová přestávka na oběd. Po obědě opět kosmonauti vystřídají cvičení (celkem 2,5 hodiny denně) s prací až do 18:55, kdy se sejdou na konferenci s řídícím střediskem nad programem na příští den, v 19:30 začíná večeře, příprava jídla na příští den, kontrola systémů stanice, večerní osobní hygiena a od 21:30 se uloží do spacích pytlů.

## Věda a výzkum na ISS

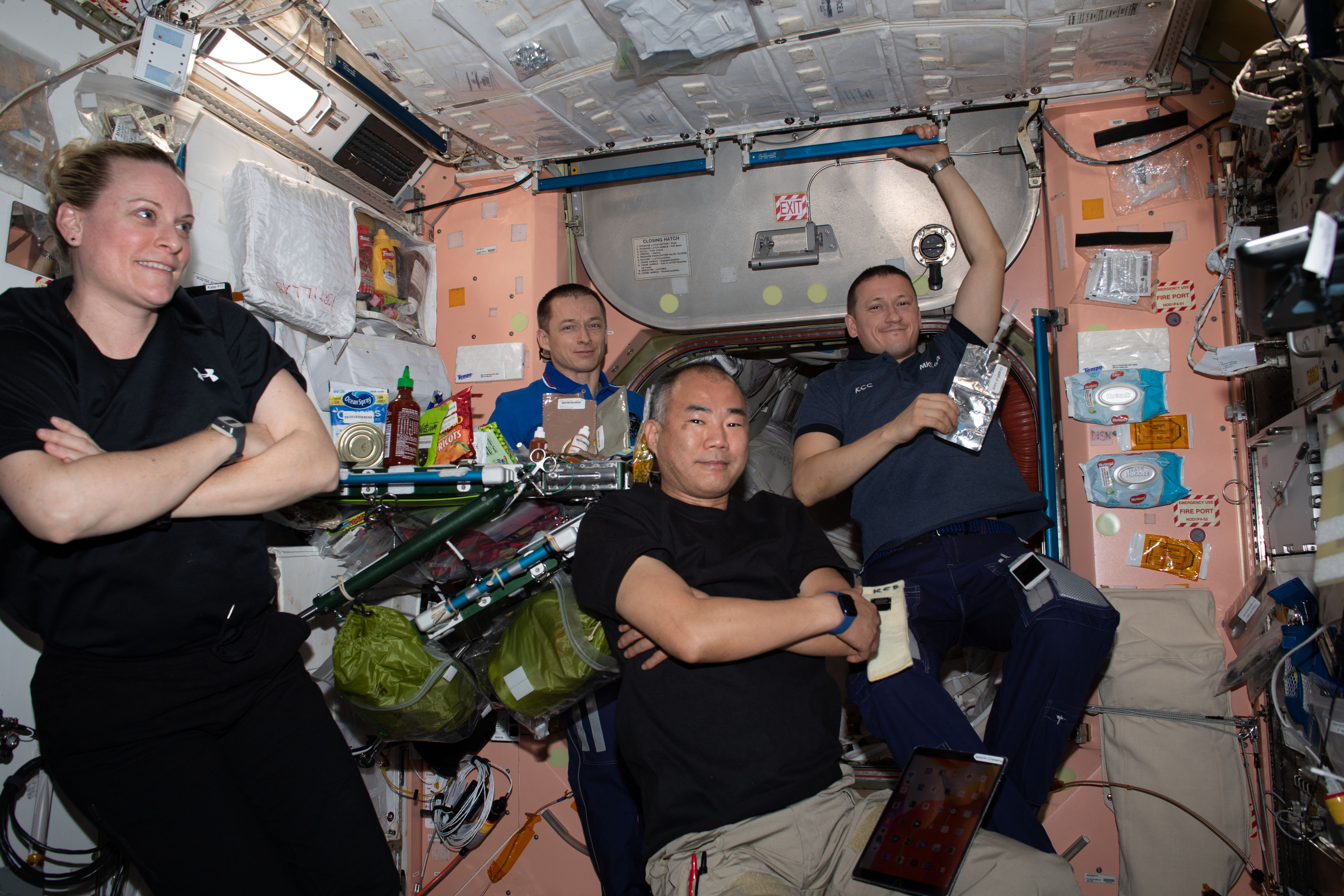
Čtyři členové Expedice 64 (z ruské, americké a japonské agentury) po jídle v modulu Unity (prosinec 2020)

Na stanici ISS je prováděno velké množství experimentů, které z velké části využívají specifického prostředí stanice, především mikrogravitace. Mezi hlavní oblasti výzkumu se řadí experimenty z oblasti biologie (biomedicína a biotechnologie), fyziky (dynamika kapalin, materiálové vědy, kvantová fyzika), astronomie (kosmologie) a meteorologie.
V oblasti biologie je hlavní úsilí věnováno studiu vlivu dlouhodobého pobytu člověka ve vesmíru. Jsou důkladněji analyzovány negativní vlivy jako odvápňování kostí, svalová atrofie, transport tělních tekutin. Důležitou roli zastává výzkum vlivu kosmického záření a radiace na člověka, zejména na jeho nervovou soustavu. Je rovněž sledováno chování malé posádky v uzavřeném prostředí stanice. Jedním z cílů těchto výzkumů je příprava technologií a postupů nutných pro dlouhodobé pilotované mise v rámci sluneční soustavy, pobyt na Měsíci a výhledově i mise na planetu Mars.
Poté, co byl na plášti ISS objeven mořský plankton, byl spuštěn program pro výzkum, jak mikroby, rostliny a živočichové reagují na změny gravitace.
Hlavní část výzkumu se provádí a je soustředěna do tří laboratorních modulů na stanici ISS:
- Americký Destiny – slouží jako hlavní všeobecná laboratoř. Je historicky nejstarší vědecký modul stanice, vypuštěný v roce 2001.[23]
- Evropský Columbus – který je zaměřen na biologické a biomedicínské experimenty a výzkum
- Japonský Kibó – největší laboratoř zaměřená na materiálový výzkum a astronomii

Dalším zařízením jsou venkovní nepřetlakové plošiny EXPRESS Logistics Carriers, na kterých jsou prováděny experimenty v kosmickém prostředí a vakuu. V roce 2011 byl na stanici umístěn alfa částicový spektrometr AMS-2, jehož úlohou je dlouhodobý vědecký výzkum antihmoty, temné hmoty a kosmického záření.
V roce 2014 byla na stanici umístěna 3D tiskárna vyrobená pro NASA americkou firmou Made in Space. Na konci listopadu 2014 se pak podařilo vytisknout první objekt, reklamní destičku, následně se na sklonku roku 2014 podařilo vytisknout první nástroj. Jednalo se o nástrčkový klíč. V dubnu roku 2014 dopravila na ISS bezejmenná zásobovací loď společnosti SpaceX testovací komunikační modul OPALS. Tento experimentální modul umožňuje za pomoci laserového paprsku přenos dat mezi stanicí a Zemí mnohem rychleji, než umožňuje klasická radiová komunikace. Během testování bylo laserovým paprskem posláno mezi 200 až 300 MB inženýrských dat ze stanice na Zemi během 20 sekund, radiovou komunikací by odeslání stejného souboru dat trvalo přibližně 3 hodiny.

## Cena a vlastnictví stanice

### Náklady na stanici
Určení nákladů na výstavbu stanice není jednoduché, neboť se na projektu podílí několik kosmických agentur. Navíc většinu dopravy zabezpečující kosmický raketoplán byl financován z oddělených prostředků. Odhaduje se, že celkově přijde projekt ISS na 100 mld USD. Pesimističtější odhady uvádějí dokonce 100 mld euro.
Organizace NASA vydala na financování stanice v letech 1994–2005 25,6 mld USD. Do této sumy ovšem nejsou započítány náklady na lety kosmického raketoplánu. V letech 2005 a 2006 činil rozpočet na ISS zhruba 1,7 mld USD. V letech 2007 až 2010 byl dále navyšován až po konečných 2,3 mld USD. Na této úrovni se bude držet až do roku 2020, kdy NASA ukončí svůj podíl na projektu ISS. Celkové náklady organizace NASA jen na projekt ISS tedy budou přes 53 mld USD.
Náklady na provoz kosmického raketoplánu v letech 1999 až 2005 byly 24 mld USD, z čehož 5 mld USD bylo za lety nesouvisející s výstavbou ISS. V letech 2006 až 2011 bylo na lety raketoplánu vynaloženo 21,5 mld USD, z čehož 19 mld USD bylo vynaloženo na lety související se stavbou ISS. Celkově tedy bylo na lety raketoplánů související s výstavbou ISS vynaloženo 38 mld USD.

Japonská organizace JAXA investuje do výstavby ISS zhruba 10 mld USD, evropská ESA do roku 2015 zhruba 9 mld eur. Příspěvky ostatních agentur jsou na mnohem nižší úrovni s výjimkou ruského Roskosmosu. Jeho příspěvek je ovšem velice obtížně vyčíslitelný.
V roce 2010 se předpokládalo, že do roku 2015 budou celkové náklady činit přibližně 150 miliard dolarů. Jedná se o rozpočet NASA pro stanici ve výši 72,4 miliardy dolarů, 12 miliard dolarů z Ruska, 5 miliard dolarů z Evropy, 5 miliard dolarů z Japonska, 2 miliardy dolarů z Kanady a starty raketoplánů na stavbu stanice, které jsou odhadované na 1,4 miliardy dolarů každý, nebo 50,4 miliardy dolarů celkem. K roku 2017 stála Mezinárodní vesmírná stanice 157 miliard dolarů. Je to tedy nejdražší stavba, která byla kdy postavena. Ačkoliv, kdyby se rozložil evropský podíl na celý program, činí pouze jedno euro na jeden rok od každého Evropana.

### Vlastnictví stanice
Základním právním dokumentem určujícím povinnosti zemí zúčastněných na programu je „Mezivládní dohoda o kosmické stanici“ (Space Station Intergovernmental Agreement, IGA) podepsaná 28. ledna 1998 patnácti státy – Spojenými státy, Ruskem, Kanadou, Japonskem a jedenácti státy ESA (Belgií, Dánskem, Francií, Itálií, Německem, Norskem, Španělskem, Švýcarskem, Švédskem, Nizozemskem a Spojeným královstvím). Přesněji vztahy mezi hlavními partnery specifikují dvoustranné „Dohody o porozumění“ mezi NASA na jedné straně a Roskosmosem, ESA, CSA a JAXA na druhé straně. V rámci takto stanovených pravidel jsou uzavírány konkrétní dohody o vzájemném využívání zdrojů partnerů (např. dohody o letech neruských astronautů na Sojuzech).
Stanice není vlastněná nikým jako celek, každý modul stanice je výhradně vlastněn jediným partnerem. Základní rozdělení je na ruský a americký segment. Do ruského segmentu patří moduly a díly vlastněné a vyrobené Rusy. Modul Zarja, vyrobený v Rusku, ale zaplacený z prostředků americké strany, je ve vlastnictví NASA a tedy součástí amerického segmentu. Americký segment je tvořen zbytkem stanice, skládá se z modulů a konstrukcí evropských (modul Columbus), japonských (modul Kibó), kanadských (manipulátor Canadarm2) a amerických. V rámci amerického segmentu platí systém dohod NASA s partnery o využití stanice. Podle nich má ESA nárok na 51 % využití zdrojů modulu Columbus, analogicky JAXA na 51 % modulu Kibó. CSA má nárok na 2,3 % všech neruských komponentů stanice. Čas posádek na stanici, elektrickou energii ze solárních panelů a telekomunikační služby poskytuje NASA v poměru 12,8 % pro JAXA, 8,3 % pro ESA a 2,3 % pro CSA.
Výsledek vypadá takto:
- ruský segment – 100 % Roskosmos
- americký segment
  - modul Kibó – 51 % JAXA, 46,7 % NASA, 2,3 % CSA
  - modul Columbus – 51 % ESA, 46,7 % NASA, 2,3 % CSA
  - americké moduly – 97,7 % NASA, 2,3 % CSA
  - čas astronautů, elektřina, telekomunikační služby – 76,6 % NASA, 12,8 % JAXA, 8,3 % ESA, 2,3 % CSA

## Konec stanice

### Prodloužení doby provozu stanice
Podle původních plánů měla ISS existovat 15 let, tedy zhruba do roku 2015. NASA proto v roce 2009 sestavila plán na ukončení činnosti stanice, který počítal s jejím zánikem v roce 2016. Americký prezident Barack Obama však v květnu 2010 v projevu v KSC mimo jiné oznámil prodloužení financování provozu ISS až do roku 2020, a to s plánem „ji skutečně využívat k zamýšlenému účelu, tedy k provádění pokročilého výzkumu, který může pomoci zlepšit každodenní život lidí zde na Zemi, a také k testování a zlepšování našich schopností ve vesmíru”. Když pak v září 2010 prošel Kongresem USA zákon o oprávněních NASA (NASA Autorization Act), nechyběl v něm v článku 503 úkol pro administrátora NASA (nejvyššího představitele agentury) „přijmout veškerá opatření nezbytná k zajištění bezpečného a efektivního provozu, údržby a maximálního využití amerického segmentu ISS nejméně do 30. září 2020”.
Zákon na podporu komerčních startů do vesmíru (U. S. Commercial Space Launch Competetiveness Act) schválený projednaný v listopadu 2015 pak protáhl zmocnění NASA provozovat ISS o další 4 roky, „nejméně do 30. září 2024.” NASA přitom již 30. září 2015 prodloužila smlouvu se společností Boeing coby hlavním dodavatelem pro ISS do 30. září 2020. Ta pokrývala inženýrské podpůrné služby, zdroje a personál, Boeing ale navíc dostal za úkol navrhnout, jak by bylo možné prodloužit životnost primárního konstrukčního vybavení stanice za rok 2020, až do konce roku 2028.
Další oddálení konce ISS – tentokrát „nejméně do 30. září 2030” – se začalo projednávat v roce 2018. Problematika se objevila ve 2 návrzích zákonů, z nichž jeden prošel Senátem, ale krátce před koncem roku ho zamítla Sněmovna reprezentantů, zatímco druhý byl podán jen tři měsíce před koncem dvouletého volebního období sněmovny a na jeho projednání vůbec nedošlo. Úprava uspěla až na třetí pokus, když v létě 2022 prošla oběma komorami Kongresu USA jako součást zákona zaměřeného především na podporu vývoje a výroby polovodičů v USA, ale s doprovodnými opatřeními pro další obory včetně kosmických letů s posádkou (CHIPS and Science Act).
Ostatní partnerské státy a jejich agentury svůj přístup koordinovaly s NASA a ani z jejich strany nezaznívaly pochyby o plánu udržet stanici v provozu po roce 2024. Oficiální souhlas s tím, že budou v projektu pokračovat až do roku 2030, vydaly vlády a vládní instituce Kanady, Japonska a evropských zemi spolupracujících prostřednictvím ESA mezi listopadem 2022 a březnem 2023. Chybělo tak pouze stanovisko jediné zúčastněné země.

### Rusko
Také Rusko začalo krátce už po vzniku ISS uvažovat, čím ji nahradit po skončení životnosti, který podle tehdejších očekávání měl nastat kolem roku 2015. V roce 2006 Rusko zveřejnilo plán opustit ISS někdy mezi lety 2015 a 2025 a nahradit ji základnou na oběžné dráze Země s vysokým sklonem, o 2 roky projekt pojmenovalo OPSEK Orbitální pilotovaný montážní a experimentální komplex) a v roce 2009 informovalo ostatní agentury zapojené do programu ISS, že pro svou novou stanici plánuje využít některé do ISS vestavěné moduly nebo dokonce celý ruský orbitální segment ISS. Přípravy OPSEK ale byly v září 2017 po prozkoumání technické proveditelnosti ukončeny.
V červenci 2022, několik měsíců po ruské invazi na Ukrajinu, tehdejší nově jmenovaný nejvyšší představitel agentury Roskosmos Jurij Borisov uvedl, že Rusko splní své závazky vůči partnerům v projektu, ale po roce 2024 ISS opustí a do té doby také začne s výstavbou nové Ruské orbitální stanice. USA nad tím prostřednictvím mluvčího Ministerstva zahraničí USA vyjádřily lítost a vývoj označily za nešťastný „vzhledem ke kritické vědecké práci prováděné na ISS, cenné profesionální spolupráci, kterou naše vesmírné agentury v průběhu let měly, a zejména ve světle naší obnovené dohody o spolupráci v oblasti kosmických letů”.
Naznačené tempo budování nové ruské stanice ovšem vzápětí zpochybnili jak ruští analytici, tak samotný Roskosmos dalšími podklady, které zařazovaly vypuštění prvního modulu stanice do roku 2028 a doplnění dalších dvou modulů o dva roky později. A sám Borisov v srpnu 2022 vysvětlil předchozí vyjádření, v němž prý hovořil o tom, že proces odchodu z ISS začne po roce 2024. A i když v USA zaznívalo také volání po ukončení spolupráce s Ruskem kvůli ukrajinskému konfliktu – včetně hlasů dvou dřívějších administrátorů NASA Jima Bridenstina a Charlese Boldena – Roskosmos postupně vypracoval podklady k návrhu na prodloužení provozu ruské části ISS do roku 2028. Počátkem dubna 2023 je poslal ruské vládě, která je záhy schválila.
NASA tak mohla ještě v dubnu 2023 vyhlásit dohodu o prodloužení existence ISS do roku 2030 s tím, že Rusko garantuje rok 2028. Borisov ovšem v prosinci 2024 v rozhovoru v ruské televizi oznámil, že země počítá s provozem stanice až do roku 2030. Žádné formální rozhodnutí v tomto smyslu však dosud nebylo potvrzeno.

### Svedení z oběžné dráhy
V roce 2022 zpracovali inženýři NASA a Roskosmosu společnou zprávu ohledně řízeného svedení ISS z oběžné dráhy pomocí 3 ruských nákladních lodí Progress. Borisov to komentoval slovy, že „to s největší pravděpodobností nebude možné bez ruské účasti”.
NASA však nechtěla být závislá na této jediné možnosti a navíc pochybovala o tom, že by bylo možné z ruského segmentu ISS ovládat současně 3 Progressy, a proto se v březnu 2023 v rozpočtu agentury na rok 2024 objevilo 180 milionů dolarů na zahájení vývoje tahače schopného provést stejnou práci. Celkové náklady měly podle NASA dosáhnout necelé 1 miliardy dolarů.
V září 2023 NASA požádala soukromé subjekty o nabídky na vytvoření kosmické lodi s označením US Deorbit Vehicle (USDV). Zadávací dokumentace zahrnovala i požadavek ohledně možnosti uskladnění USDV na Zemi až do poloviny 30. let pro případ, že by se NASA s partnery rozhodla prodloužit životnost stanice za rok 2030, třeba kvůli zpoždění v budování připravovaných soukromých vesmírných stanic podle programu CLD, ať už kvůli technickým problémům dodavatelů nebo rozpočtovému tlaku na NASA, která program financuje.
Aadministrátor NASA Bill Nelson při projednávání rozpočtu NASA na rok 2025 v květnu 2024 připustil, že celkové náklady projektu dosáhnou 1,5 miliardy dolarů.
Koncem června 2024 NASA oznámila, že zakázku přidělila společnosti SpaceX s celkovou potenciální hodnotou 843 milionů dolarů s tím, že zakázka nezahrnuje službu vypuštění USDV. Jedinou konkurenční nabídku s výrazně vyšší cenou a nižším hodnocením nabízených parametrů podala společnost Northrop Grumman.
Agentura současně zveřejnila analýzu, která zhodnotila alternativní postupy ukončení životnosti ISS a osvětlila důvody, které ji vedly k závěru, že řízené a bezpečné svedení stanice z oběžné dráhy je nejlepší variantou. Alternativy, jako rozebrání stanice a vrácení jejích součástí na Zemi nebo jejich opětovné použití na oběžné dráze, byly vyloučeny z technických důvodů, stejně jako možnost vynesení stanice na vyšší oběžnou dráhu (tato možnost by pro dosažení dráhy stabilní dráhy 40 tisíc kilometrů nad Zemí vyžadovala 900 tun pohonných hmot). Ani případné předání stanice komerčnímu provozovateli by nebylo proveditelné, mimo jiné proto, že navzájem povázané součásti stanice patří několika státům. I po zveřejnění analýzy se ale příležitostně ozývaly hlasy volající po zachování ISS pro budoucí využití, např. od Jeana-Jacquese Dordaina, bývalého generálního ředitele ESA (2003–2015) a Michaela Griffina, bývalého administrátora NASA (2005–2009), nebo od Ricka Tumlinsona, spoluzakladatele několika vesmírných společností a neziskových organizací.
V polovině července 2024 pak společnost SpaceX s NASA informovaly, že jednoúčelová kosmická loď USDV bude založena na běžně používané lodi Dragon 2 s nákladovým prostorem zvětšeným kvůli vyššímu počtu motorů – ze 46 trysek Draco bude 16 určeno pro řízení lodi a 30 pro provedení brzdicích manévru potřebného pro navedení stanice z oběžné dráhy. Očekávaná startovní hmotnost lodi bude přes 30 tun, včetně asi 16 tun pohonných hmot. Loď odstartuje krátce po poté, co na stanici přiletí její poslední posádka. Jakmile se USDV k ISS připojí, nechají astronauti pod dohledem pozemních týmů stanici samovolně klesat na nižší letové hladiny – tedy nebudou provádět obvyklé zvyšování dráhy, které v několikatýdenních rozestupech zajišťovaly nejčastěji kosmické lodi Progress, počínaje rokem 2022 ale také kosmické lodi Cygnus. Poté, co výška dráhy stanice klesne ze standardních více než 400 na 330 kilometrů nad zemským povrchem, opustí poslední posádka stanici a nechá ji svému osudu, tedy pokračujícímu poklesu letové hladiny. O zhruba půl roku později motory USDV provedou několik postupných zážehů, které sníží rychlost o 57 metrů za sekundu (Δv), přičemž nejdelší a poslední z nich stanici navede do úzkého a asi 2000 kilometrů dlouhého koridoru v Tichém oceánu, na jehož hladinu poté dopadnou nespálené zbytky ISS.

## Zajímavosti
V srpnu 2008 přiznala NASA, že notebooky na mezinárodní kosmické stanici byly nakaženy zhruba rok starým počítačovým virem W32.Gammima.AG, který původně sbíral přihlašovací údaje z on-line her. Virus se do notebooků dostal nejspíše pomocí přenosného USB flash disku a údajně nezasáhl řídicí jednotku ani provozní systémy stanice.
S celkovými náklady na výstavbu a provoz odhadovanými roku 2006 přes 100 mld USD je Mezinárodní vesmírná stanice jednoznačně nejdražším objektem, který kdy lidstvo zkonstruovalo.